# Slatnar
Slatnar ist ein mittelständisches Unternehmen im Bereich der Produktion von professionellen Skisprung- sowie Touringski sowie weiterer Ausrüstung für den Wintersport aus Cerklje na Gorenjskem, Slowenien.

## Geschichte
Slatnar wurde 1971 von Peter Slatnar, dem Vater des heutigen Geschäftsführers gleichen Namens, gegründet. Anfangs produzierte Slatnar Metallprodukte für die Luftfahrt- und Automobilindustrie. Erst mit der Ernennung von Peter Slatnar jr. zum Geschäftsführer konzentrierte sich das Unternehmen auf die Produktion von Skibindungen und anderer Sportprodukte. 2006 wurde unter der Marke Slatnar Carbon eine neu entwickelte Bindung vorgestellt, die bis 2012 etwa die Hälfte aller Weltcup-Sportler nutzte. Nachdem sich der Mitbewerber Elan 2016 aus dem Skibereich ausstieg, übernahm Slatnar den Unternehmensbereich mitsamt Mitarbeitern und Maschinen und produziert seither Skier. Seit 2017 entwickelt Slatnar auch im Bereich von Skeleton-Schlitten sowie an Messgeräten für den Internationalen Skiverband. Heute ist Slatnar Ausrüster vieler Skispringer im Weltcup, darunter betreut das Unternehmen die Slowenische Skisprungnationalmannschaft.
Heute arbeiten auch ehemalige Profisportler in der Entwicklung oder im Service bei Slatnar. So ist Rok Urbanc als Servicetechniker beschäftigt, Ernest Prišlič ist als Entwickler im Skisprungbereich tätig.

## Ausgestattete Sportler (Auswahl)

### Skispringer

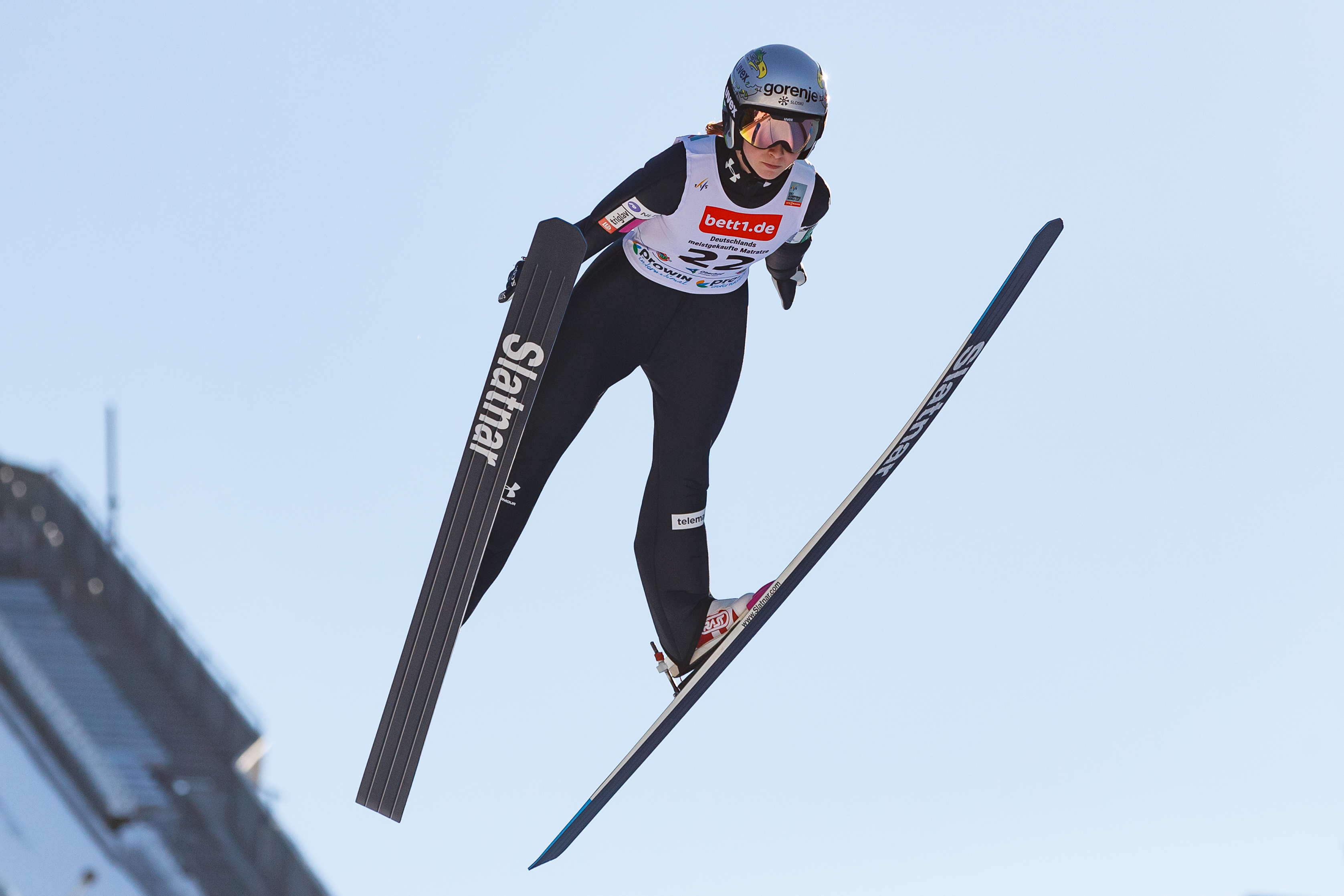
Die Slowenin Nika Prevc beim Weltcup 2022 in Oberhof mit Slatnar Skiern

| Frauen | Männer                                                                                                  |
| --- | --- |
| - Veronica Gianmoena - Tara Geraghty-Moats - Thea Minyan Bjørseth - Urša Križnar - Eva Logar - Alexandria Loutitt - Nika Prevc - Abby Ringquist - Sara Takanashi - Nika Vodan | - Anže Lanišek - Tilen Bartol - Bor Pavlovčič - Cene Prevc - Domen Prevc - Peter Prevc - Vojtěch Štursa |